# Klub Dzikich Kotek
Klub Dzikich Kotek (ang. Cougar Club) – amerykańska komedia z 2007 roku w reżyserii Christophera Duddy'ego. 

## Opis fabuły
Po ukończeniu college'u Spence Holmes (Jason Jurman) i jego kumpel Hogan (Warren Kole) zatrudniają się jako stażyści w tej samej kancelarii adwokackiej. Praca jest mało interesującą i słabo płatna, a do tego codziennie muszą znosić upokorzenia ze strony szefa. Przyjaciele wpadają więc na pomysł, żeby rozkręcić własny biznes – stworzyć klub dla młodych mężczyzn, w którym ci, po opłaceniu rocznego abonamentu, będą mogli uprawiać seks ze starszymi, bogatymi i bezpruderyjnymi paniami. Spence i Hogan szybko znajdują klientów, a pierwsze chętne do erotycznych figli to żony ich szefów z kancelarii oraz ich przyjaciółki.

## Obsada
- Jason Jurman jako Spence Holmes
- Warren Kole jako Hogan
- Kaley Cuoco jako Amanda
- Izabella Scorupco jako Paige Stack
- Chyna jako Teddy Archibald
- Joe Mantegna jako on sam
- Faye Dunaway jako Edith Birnbaum
- Carrie Fisher jako Gladys Goodbey
- Jeremy Rowley jako Karl
- Carolyn Hennesy jako sędzia Margaret Emerson

i inni